# 柳家勧之助
柳家 勧之助（やなぎや かんのすけ、1981年12月18日 - ）は、落語協会所属の落語家。愛媛県八幡浜市出身。本名∶柏木 雅博。

## 来歴
愛媛大学在学中、柳家花緑の高座に感動し、2003年4月に大学を中退し柳家花緑に入門する。同年8月 前座となる。前座名「緑太」。2007年2月 二ツ目昇進。「花ん謝」に改名。
2003年入門の同期、古今亭文菊・柳家小八・三遊亭ときん・鈴々舎馬るこ・桂三木助・柳亭こみち・古今亭志ん五・古今亭駒治・柳家小平太との10人で、「TEN」というユニットを組んでいた。2016年、第15回さがみはら若手落語家選手権優勝。2017年 、第28回北とぴあ若手落語家競演会大賞。
2018年9月に柳家小平太、古今亭駒治、林家たこ蔵、古今亭駒子と共に真打に昇進し、高座名を柳家勧之助と改めた。名前の由来は、師匠花緑の「か」、大師匠五代目柳家小さんの「ん」から。

## 人物
東京ヤクルトスワローズのファン。
たまにTwitterにアップする写真のモザイクが荒い。

## 芸歴
- 2003年
  - 4月 - 柳家花緑に入門。
  - 8月 - 前座となる、前座名「緑太」。
- 2007年2月 - 二ツ目昇進、「花ん謝」と改名。
- 2018年9月 - 真打昇進、「勧之助」と改名。

## 演目
- 青菜
- お見立て
- 紺屋高尾
- 竹の水仙
- ちりとてちん
- 佃祭
- 中村仲蔵
- 寝床
- 花筏
- 宿屋の富
- 妾馬

## 受賞歴
- 2016年
  - 「三遊亭圓歌杯」優勝。
  - 第15回さがみはら若手落語家選手権優勝。
- 2017年
  - 「第三回若手演芸選手権」優勝。
  - 第28回北とぴあ若手落語家競演会大賞受賞。